# Bergdorf Goodman

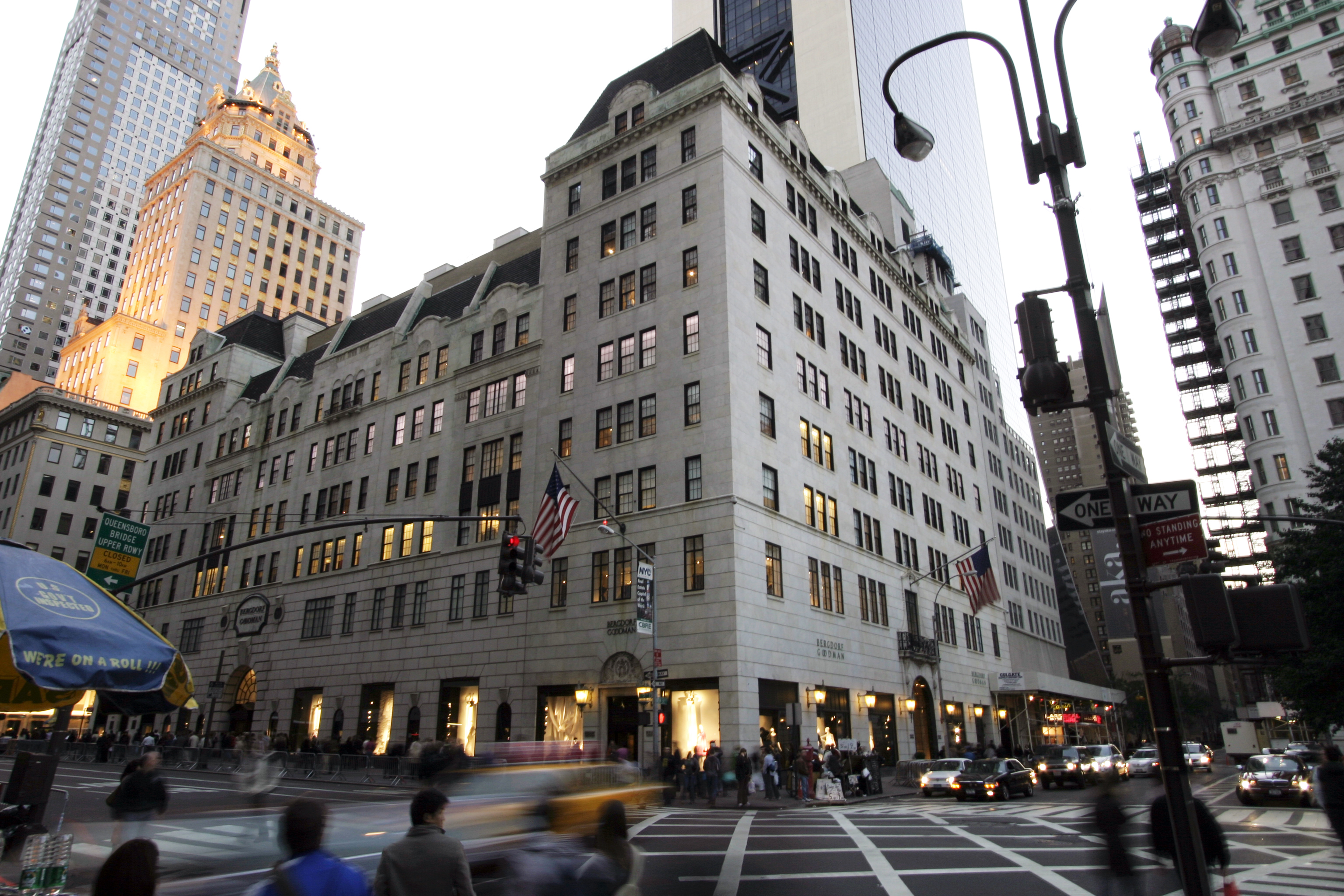
Az áruház

A Bergdorf Goodman egy luxusáruház New Yorkban, két épülete az Ötödik sugárút két oldalán az 57. utca és 58. utca között áll Manhattanben.

## Története
1899-ben Herman Bergdorf, elzászi származású bevándorló női szabóságot nyitott a Union Square-nél, Manhattan szívében. Edwin Goodman, az egyik alkalmazott, pár év múlva megvásárolta az üzletet a tulajdonostól, s noha ezután egymaga vezette a vállalkozást, a Bergdorf Goodman nevet megtartotta. Egy rövidebb átmeneti költözés után 1928-ban az áruház elfoglalta mai helyét a Fifth Avenue 754. szám alatt. A férfiruházat és -szépségápolás részlegei 1990-ben új, háromszintes épületbe költöztek az utca túloldalára.
A Bergdorf Goodman volt az első üzlet, ahol készruhákat kínáltak a vevőiknek amerikai és francia divat szerint. Később saját parfümmel, bundaszalonnal és fiataloknak szóló kollekcióval is előálltak, és vevőkörük rohamosan növekedett. Goodman mindvégig kitartott a mellett, hogy noha megtehetné, hogy több boltot nyisson a városban, a termékek és a kiszolgálás kiváló minőségét csak úgy lehet biztosítani, ha egy helyen marad minden.
Goodman 1953-ban kora egyik legünnepeltebb kereskedőjeként vonult vissza, munkásságát méltató kitüntetésekkel a zsebében.
Ma már az áruház kiterjed a legfelső emeletekre is, ahol korábban a Goodman család rezidenciája volt: a kilencediken található a John Barrett fodrász-szalon és a Susan Ciminelli fürdő. Az alagsorban 15 000 négyzetméteres szépségszalont rendeztek be.
Külön említést érdemelnek a páratlan műgonddal és művészi érzékkel kialakított kirakatok, aminek minden évben csodájára járnak az emberek.

## Külső hivatkozások
A cég honlapja